# Fisherman Island (Neuseeland)
Fisherman Island ist eine kleine Insel im Norden der Südinsel von Neuseeland.

## Geographie
Die Insel 5,6 ha große Insel befindet sich im westlichen Teil der Tasman Bay / Te Tai-o-Aorere, rund 700 m südsüdwestlich von Motuareronui / Adele Island und rund 1,2 km östlich des Festlandes. Die in einem rechten Winkel geformte und bis zu 43 m hohe Insel verfügt über eine Länge von 364 m in Südwest-Nordost-Richtung und über eine maximale Breite von 344 m in Nordnordwest-Südsüdost-Richtung.
Fisherman Island ist gänzlich bewaldet.